# بنجامين ستودرت
بنجامين ستودرت (بالإنجليزية: Benjamin Stoddert)‏ (1715 – 1813) هو أول أمين عام للبحرية الأمريكية من عام 1798 حتى عام 1801.

## روابط خارجية
- بنجامين ستودرت على موقع إن إن دي بي (الإنجليزية)